# Choi Chi-won
Pour les articles homonymes, voir Choi.
Choi Chi-won ou Ch'oe Ch'i-wôn (en coréen : 최치원, chinois : 崔致遠) est un intellectuel coréen du royaume de Silla né en 857 à Gyeongju, également connu sous un de ses noms de plume Goun (고운,  孤雲, nuage isolé).

## Biographie
Originaire d'une famille noble de classe six dans une société qui en comptait dix-sept, Choi n'avait aucune chance de faire une grande carrière dans son pays. Enfant doué et ambitieux, il est envoyé en Chine par son père pour ses études et termine premier du concours national pour les étrangers. Sa renommée prend forme en 875 avec sa Lettre de réprimande à l'attention de Hwang So (Tohwangsogyeokmun) écrite dans le cadre de la répression de la rébellion menée par le marchand de sel Hwang So. Il devient maire de Nankin en 876.
Il retourne à Silla en 884 et supervise les documents écrits à la cour du roi Heongang mais perd ce poste en 886 à la mort de ce dernier. Sa défense d'une société sans classe et son esprit réformiste heurtent les aristocrates et il est relégué à des postes subalternes en province. Ce n'est que plus tard sous la dynastie de Koryo (935-1397) que ses idées furent mises en application.

## Histoire
Après l'unification de la Corée, l'état d'esprit de la période de Silla est au respect et à l'optimisme. Les Coréens font appel aux valeurs des trois traditions - confucianisme, bouddhisme et taoïsme - à travers diverses écoles comme celle des Hwarang (fleurs de jeunesse), institution militaire d'élite où les élèves réfléchissent à leurs responsabilités nationales en évaluant les trois courants reçus de la Chine en fonction des formes de pensée traditionnelles coréennes les plus anciennes. Hwarang et moines bouddhistes composent des poèmes chantés (hyangga), chants du pays natal, qui traduisent cet esprit. À cette époque, aucun courant intellectuel n'exerce encore de domination sur les autres, chaque mouvement contribuant à l'ensemble par ses points forts.
Choi Chi-won grandit dans cette atmosphère où la pensée coréenne se cherchait au contact des apports chinois. Il fait partie de ces Coréens qui reçoivent une éducation approfondie en Chine puis font passer des idées nouvelles de recherche et de réforme en Corée. Il fait partie de ceux qui aspirent à ce que la Corée s'ouvre et se développe, parfois sans succès immédiat.

## Œuvres
Choi est en particulier l'auteur de Dix points urgents à réformer (시무십여조, 時務十餘條), d'une Histoire chronologique des rois (Jewang yeondaeryeok) et de poèmes.